# Décennie 1250 en architecture
| Années de l'architecture : 1247 - 1248 - 1249 - 1250 - 1251 - 1252 - 1253    |
| Décennies de l'architecture : 1220 - 1230 - 1240 - 1250 - 1260 - 1270 - 1280 |

Cet article présente les faits marquants de la décennie 1250 en architecture.

## Événements

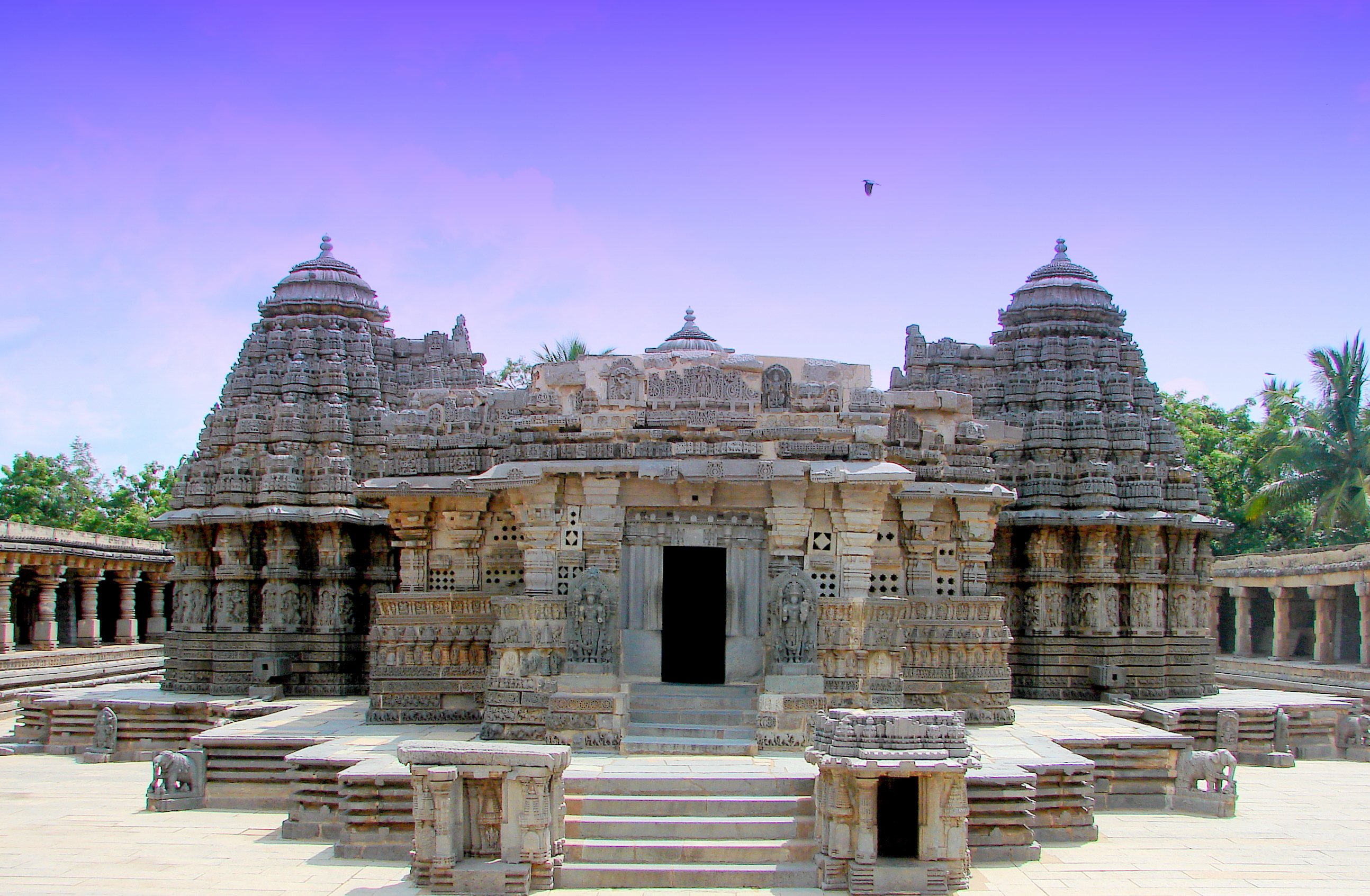
Temple de Keśava à Somnathpur

- Vers 1250-1350 : apparition du gothique curvilinéaire anglais (decorated style)[1].
- 1252  : consécration de l'abbaye d'Alcobaça au Portugal[2].

- 25 mai 1253 : consécration de la basilique Saint-François d'Assise[3].
- 1255  : dédicace du chœur de la cathédrale de Tournai[4].
- 1258 : consécration du temple Hoysala de Keśava à Somnathpur, en Inde du Sud[5].

## Réalisations

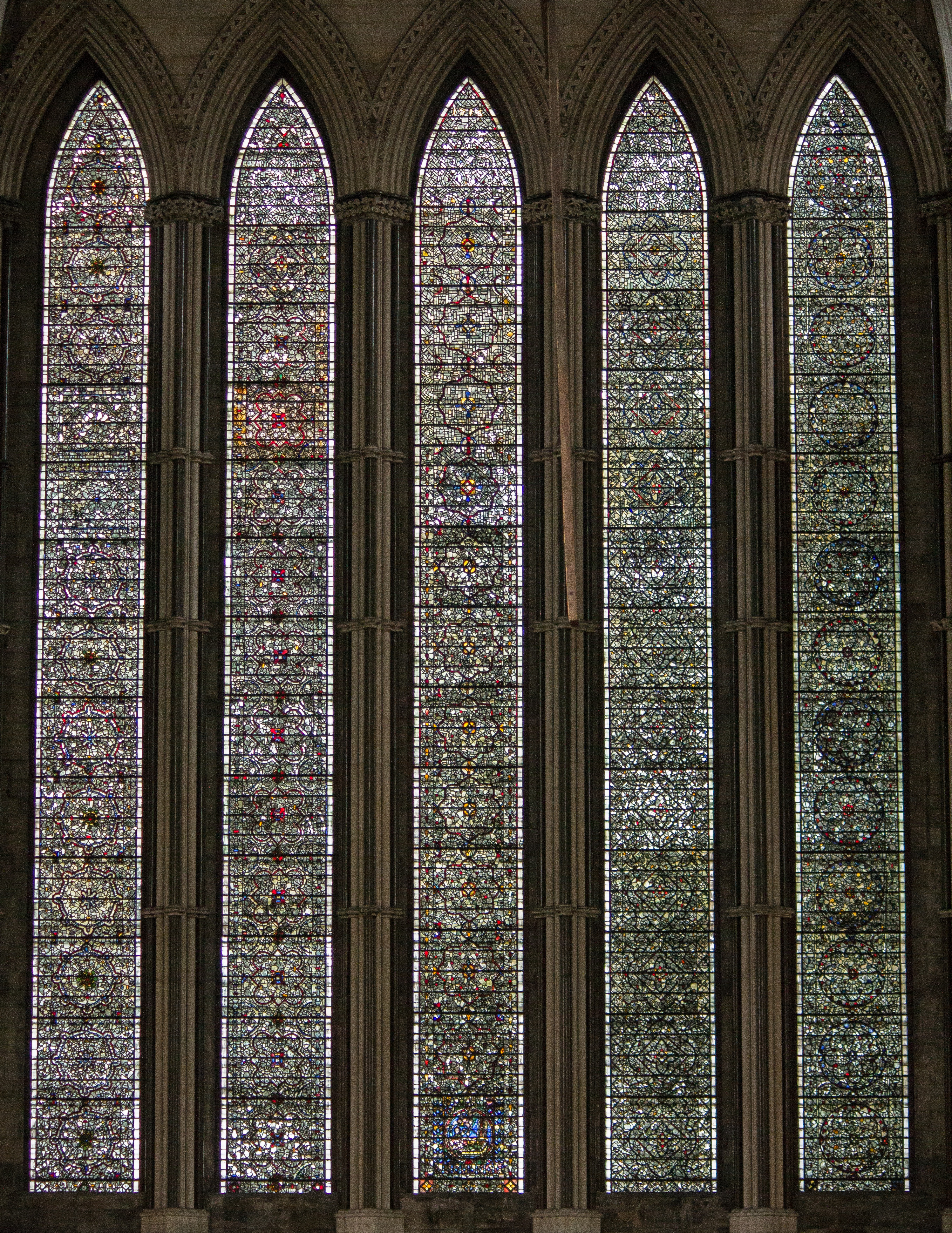
Five Sisters Window

- 1249-vers 1280 : construction de l'Église des Franciscains de Wurtzbourg[6].
- Vers 1250 :
  - la cathédrale Notre-Dame de Paris présente une façade complète[7].
  - Five Sisters Window (en), vitraux en grisaille de la cathédrale d'York, en Angleterre[8].
- 1251  : reconstruction de l'hôtel de ville de Lübeck après l'incendie de la ville[9].
- 1256  : début de la construction du fort d'Hermann en Estonie[10].
- 1257-1265  : construction de la basilique Sainte-Claire d'Assise[11].

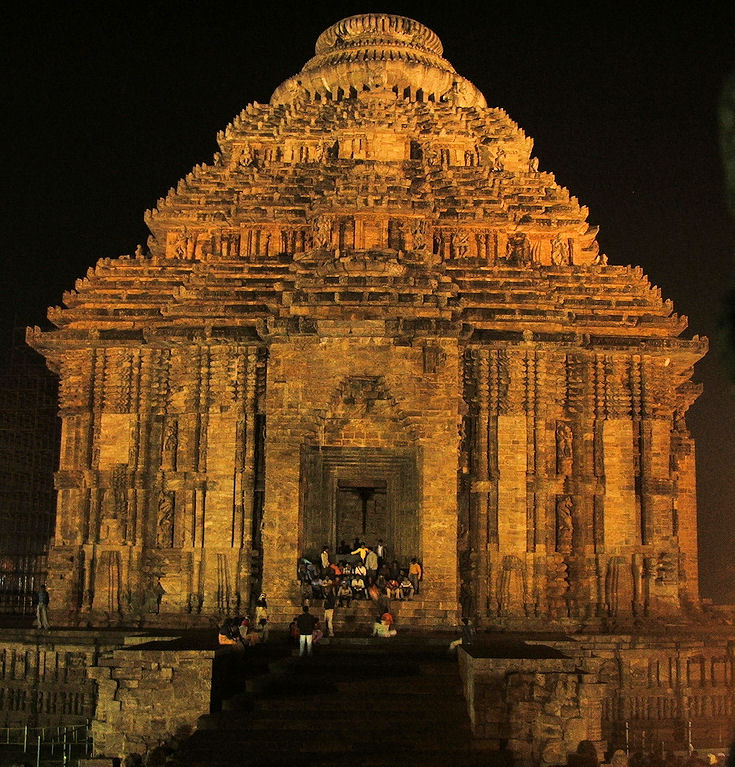
Temple de Sûrya.

- Vers 1258 : fin de la construction du grand temple du soleil Sûrya à Konarak, en Inde, par le roi Narasimhadeva Ier (1238-1264)[12]. Il marque l’apogée de l’architecture Kalinga en Orissa[13].

## Naissances
- 1255 : Lorenzo Maitani († 1330)

## Décès
- x